# Spalacopsis spinipennis
Spalacopsis spinipennis là một loài bọ cánh cứng trong họ Cerambycidae.